# Le Chiffre
Le Chiffre est un personnage de fiction créé par Ian Fleming pour être le méchant de son premier roman de James Bond, Casino Royale, publié en 1953.
Le Chiffre a été interprété à l'écran par Peter Lorre dans une adaptation télévisée pour CBS en 1954, par Orson Welles dans le film humoristique de 1967 et par Mads Mikkelsen dans Casino Royale en 2006, 21e film de la série produite par EON Productions.
Le nom « Le Chiffre » vient du fait que le personnage ne se souvient pas de son vrai nom.

## Apparition

### Dans le roman
Le Chiffre, alias « Die Nummer », « The Number », « Herr Ziffer »,  et autres traductions dans différentes langues, est le trésorier du Syndicat des Ouvriers d'Alsace, contrôlé par le SMERSH.
Il est signalé comme détenu au camp de concentration de Dachau en juin 1945, puis transféré à Strasbourg avec un passeport apatride. Il choisit le nom de « Le Chiffre » car se considère comme n'étant « qu'un numéro sur un passeport ». On ne sait pas grand-chose de plus du passé du Chiffre, hormis quelques éléments venant de sa description :
« Taille 1 m 75, poids 110 kg, teint très pâle. Rasé de près. Cheveux roux coiffés en brosse. Yeux bruns très foncés, laissant apparaître la totalité du blanc autour de l'iris. Bouche petite, presque féminine. Fausses dents de la qualité la plus coûteuse. Oreilles petites aux larges lobes, décelant la présence de sang juif. Mains petites, soignées velues. Petits pieds. Probablement un mélange de race méditerranéenne, avec des ascendances prussiennes ou polonaises. Irréprochablement et élégamment vêtu, le plus souvent d'un veston croisé de couleur sombre. »
Il parle couramment français, anglais et parle bien allemand, avec des traces d'accent marseillais.
Il présente une forte addiction aux amphétamines, notamment la Benzedrine (élément qui sera repris dans le film de 2006).
Dans le roman, il fait un gros investissement dans une chaîne de maisons closes avec de l'argent appartenant au SMERSH. Cet investissement est englouti après la promulgation de la loi Marthe Richard qui ferme les maisons closes. Le Chiffre se rend à Royale-les-Eaux pour essayer de récupérer ses fonds perdus. Bond le bat au baccara. Le Chiffre enlève l'assistante de Bond, Vesper Lynd, pour le conduire dans un piège et récupérer son argent. Capturé, Bond est torturé par Le Chiffre, qui frappe ses testicules avec une tapette à tapis pour le forcer à lui révéler où est l'argent. Devant la détermination de Bond à résister à la torture, Le Chiffre sort un couteau dans le but implicite de le castrer. Il est interrompu par un agent du SMERSH, qui l'assassine pour avoir perdu l'argent. La torture mène Bond à douter brièvement de sa profession et Fleming joue avec l'idée de lui faire prendre sa retraite jusqu'à la fin du roman.
La mort du Chiffre embarrasse le gouvernement soviétique et, avec la mort de M. Big dans Vivre et laisser mourir, conduit aux événements de Bons Baisers de Russie. Dans ce roman, le SMERSH essaie de se venger en tuant Bond et en échafaudant un complot pour embarrasser l'Intelligence Service dans la communauté des services de renseignement.

#### Acolytes
- Basile, un homme grand et mince, garde du corps et expert en arts martiaux qui prend plaisir à frapper Bond.
- Kratt, un petit Corse garde du corps armé d'une canne-fusil qui menace de détruire la colonne vertébrale de Bond à la table de jeu.

### Au cinéma
Sorti dans les salles en 2006, le film Casino Royale, 21e film de la série James Bond, utilise le personnage du Chiffre. Son rôle est joué par l'acteur danois Mads Mikkelsen tandis que sa voix française est celle de Dominique Collignon-Maurin. Le Chiffre y est le banquier des terroristes ou plutôt des « combattants de la liberté ». D'après ses dires, il croit plus au « taux de rentabilité approprié » qu'en Dieu, ce qui justifie les placements financiers qu'il opère. Il est albanais et champion d'échecs. Un « as » des mathématiques qui aime le prouver en jouant au poker. Comme dans le livre, Le Chiffre est accro à la Benzedrine, amphétamine consommée par inhalateur, et est affecté d’hémodacrye, affection singulière encore appelée hémolacrie.  
Dans le film, il a la même histoire que dans le roman, à peu de chose près. Il capture en effet Vesper (Eva Green) et l'étale sur la route, ce qui oblige Bond (Daniel Craig), alors en train de poursuivre ses ravisseurs à bord de son Aston Martin DBS, à tourner brutalement sur une ligne droite. Il s'ensuit une dizaine de tonneaux, où il finit blessé et sonné mais toujours vivant. Le Chiffre le torture comme dans le roman, (cette fois avec une corde et non une tapette à tapis) mais c'est Bond lui-même qui lui demande implicitement de lui frapper les testicules. Comme dans le roman, Le Chiffre sort un couteau pour le castrer, avant de se faire tuer par balle par Mr. White (Jesper Christensen), agent de Quantum. 

### En jeu vidéo
Le Chiffre, de nouveau interprété par Mads Mikkelsen, apparaît en juin 2025 dans Hitman World of Assassination en tant que cible fugitive sur la carte de Paris.